# Acmana paulina
Acmana paulina är en fjärilsart som beskrevs av William Schaus 1916. Acmana paulina ingår i släktet Acmana och familjen nattflyn. Inga underarter finns listade i Catalogue of Life.